# Raj dla par
Raj dla par (ang. Couples Retreat, 2009) – amerykańska komedia romantyczna w reżyserii Petera Billingsleya.
Zdjęcia do filmu kręcone w Los Angeles (Kalifornia) i w Chicago (Illinois) w USA, oraz na wyspach Bora-Bora i Tahiti (Polinezja Francuska).

## Opis fabuły
Cztery pary wyruszają w podróż życia do luksusowego hotelu na tropikalnej wyspie. Dave (Vince Vaughn) i Ronnie (Malin Åkerman) to stateczne małżeństwo, Joey (Jon Favreau) wraz z Lucy (Kristen Davis) tworzą zakochaną parę z lat młodzieńczych, Jason (Jason Bateman) i Cynthia (Kristen Bell) to para, która po bolesnych przeżyciach znalazła się na rozdrożu oraz Shane (Faizon Love) będący w separacji, zaczynający nowe życie z młodszą od niego Trudy (Kali Hawk). Tylko jedna z tych par przyjechała tu z myślą naprawienia swojego związku, reszta planuje spędzić miłe wakacje.
Po przybyciu na miejsce okazuje się, że w terapii zgodnej z technikami słynnego „zaklinacza par” − Monsieur Marcela (Jean Reno) muszą wziąć udział wszystkie pary. Bohaterowie wkrótce odkrywają, że ich związki nie są tak szczęśliwe i idealne jak im się to wcześniej wydawało.

## Obsada
- Vince Vaughn jako Dave
- Jason Bateman jako Jason
- Faizon Love jako Shane
- Jon Favreau jako Joey
- Malin Åkerman jako Ronnie
- Kristen Bell jako Cynthia
- Kristin Davis jako Lucy
- Kali Hawk jako Trudy
- Tasha Smith jako Jennifer
- Carlos Ponce jako Salvadore
- Peter Serafinowicz jako Sctanley
- Jean Reno jako Marcel
- Temuera Morrison jako Briggs
- Jonna Walsh jako Lacey
- Gattlin Griffith jako Robert
- Colin Baiocchi jako Kevin
- Vernon Vaughn jako Dziadek Jim Jim
- Scott Burn jako Trener
- James Ferris jako White Swallow
- Nelson Carvajal jako chłopak z lotniska
- Janna Fassaert jako masażystka
- Xavier Tournaud jako masażysta
- Phillip Jordan jako Alex